# Antonello Cuccureddu
Antonello Cuccureddu (Alghero, 1949. október 4. –) válogatott olasz labdarúgó, hátvéd, edző.

## Pályafutása

### Klubcsapatban
A Rinascita, majd a Fertilia korosztályos csapataiban kezdte a labdarúgást. Az 1966–67-es idényben a Torres, 1967 és 1969 között a Brescia játékosa volt.
1969-ben a Juventushoz igazolt, ahol 12 idényen át játszott és hat bajnoki cím részese volt. 1981 és 1985 között a ACF Fiorentina, az 1984–85-ös idényben a Novara csapatában szerepelt. 1985-ben visszavonult az aktív labdarúgástól.

### A válogatottban
1975 és 1978 között 13 alkalommal szerepelt az olasz válogatottban. Tagja volt az 1978-as világbajnoki negyedik helyezett csapatnak.

### Edzőként
Az 1990-es évek elején a Juventus ifjúsági csapatának szakmai munkáját vezette. 1994-ben bajnokságot a fiatal együttessel. 1997 és 2001 között az Acireale, a Ternana, majd a Crotone szakmai munkáját irányította. 2002–03-ban a szaúd-arábiai ál-Ittihád vezetőedzője volt. 2004 és 2014 között az Avellino, a Torres, a Grosseto, a Perugia, a Pescara és az Alghero csapatainál tevékenykedett.

## Sikerei, díjai

### Játékosként
Olaszország
- Világbajnokság
  - 4.: 1978, Argentína

 Juventus
- Olasz bajnokság (Serie A)
  - bajnok (6): 1971–72, 1972–73, 1974–75, 1976–77, 1977–78, 1980–81
- Olasz kupa (Coppa Italia)
  - győztes: 1979
- UEFA-kupa
  - győztes: 1976–77

### Edzőként
Juventus
- Olasz ifjúsági bajnokság (Campionato Primavera)
  - bajnok: 1993–94